# Gillham-Code
| Eigenschaften   | Eigenschaften |
| --------------- | ------------- |
| Hamming-Distanz | 1             |
| Stetig          | nein          |

Der Gillham-Code ist ein Gray-Code mit genau zwölf Binärstellen, welcher im Bereich der Luftfahrt bei Transpondern zur Codierung und zur automatischen Übermittlung der barometrischen Höhenangabe des Flugobjektes an Bodenstationen dient. Der Code ist von der Federal Aviation Administration (FAA) in seinem Aufbau festgelegt.
Der Gillham-Code ist wie jeder Gray-Code ein „single step code“ (engl.: Ein-Schritt-Code). Das bedeutet, dass sich bei der Binärdarstellung der Höheninformation benachbarte Höhenstufen immer nur in einer einzigen binären Stelle unterscheiden. Sollte sich bei der Übertragung mehr als eine Stelle geändert haben, kann der Wert am Empfänger verworfen werden, da der letzte erhaltene Wert dann fehlerhaft war.
Die Höhenangabe wird in der Luftfahrt traditionell in der veralteten Längeneinheit Fuß (ft) vorgenommen, wobei ein Fuß 0,3048 m entspricht. Die dabei übertragenden Werte reichen von −365,76 m bis +38618,16 m in Schritten zu 30,48 m. Die Codierung erfolgt nach folgendem Schema:
| Gillham-Code | Höhe [m] | Höhe [ft] |
| ------------ | -------- | --------- |
| 000000000001 | −365,76  | −1200     |
| 000000000011 | −335,28  | −1100     |
| 000000000010 | −304,8   | −1000     |
| 000000000110 | −274,32  | −900      |
| 000000000100 | −243,84  | −800      |
| 000000001100 | −213,36  | −700      |
| 000000001110 | −182,88  | −600      |
| 000000001010 | −152,4   | −500      |
| 000000001011 | −121,92  | −400      |
| 000000001001 | −91,44   | −300      |
| 000000011001 | −60,96   | −200      |
| 000000011011 | −30,48   | −100      |
| 000000011010 | 0        | 0         |
| 000000011110 | 30,48    | 100       |
| 000000011100 | 60,96    | 200       |
| 000000010100 | 91,44    | 300       |
| 000000010110 | 121,92   | 400       |
| 000000010010 | 152,4    | 500       |
| 000000010011 | 182,88   | 600       |
| 000000010001 | 213,36   | 700       |
| 000000110001 | 243,84   | 800       |
| 000000110011 | 274,32   | 900       |
| 000000110010 | 304,8    | 1000      |
| 000000110110 | 335,28   | 1100      |
| 000000110100 | 365,76   | 1200      |
| …            | …        | …         |